# Abbaye de Rheinau
L'abbaye de Rheinau (en allemand : Kloster Rheinau), mentionnée pour la première fois au XIe siècle était, jusqu'en 1862, un monastère bénédictin situé sur le territoire de la commune zurichoise de Rheinau, en Suisse.

## Histoire
L'abbaye, située dans un méandre du Rhin, aurait été fondée vers 778. Au IXe siècle le moine irlandais Fintan de Rheinau s'établit dans la presqu'île et en fait un centre religieux. Sa première mention écrite date du XIe siècle avec, en particulier, la consécration d'une basilique romane en 1114. Quelques années plus tard, la colonie voisine de Rheinau est fondée par le comte Rodolphe de Lenzbourg.
Pendant les siècles suivants, la congrégation connaît des moments fastes où elle compte jusqu'à 44 moines et d'autres, plus difficiles, en raison de difficultés économiques durant le bas Moyen Âge. En 1455, elle passe sous la protection de la Confédération des VIII cantons pour lutter notamment contre les prétentions des comtes de Sulz. Entre l'établissement de la Réforme protestante dans le canton et l'attribution des bâtiments au canton de Zurich en 1803, l'abbaye connaît plusieurs attaques, en particulier pendant les batailles de Villmergen et lors de l'invasion française de 1799.
En 1862, le Grand Conseil du canton de Zurich vote la dissolution de l'abbaye. Les bâtiments sont transformés pour accueillir, dès 1867, une clinique psychiatrique, notamment dirigée par Eugen Bleuler. Depuis 1998, les bâtiments de la presqu'île sont loués à la Fondation Fintan. Ils sont inscrits comme biens culturels suisses d'importance nationale.

## Source
- (en) Cet article est partiellement ou en totalité issu de l’article de Wikipédia en anglais intitulé « Rheinau Abbey » (voir la liste des auteurs).